# White Town
Jyoti Prakash Mishra es un artista musical indio queer de nacionalidad británica quien formó una banda en 1989 llamada White Town, con Nick Glyn-Davis en la batería, Sean Deegan en el bajo y Mishra como guitarrista y vocalista de la banda. Eventualmente los otros miembros dejaron la banda causando que Mishra continúe el proyecto por su propia cuenta.

## Historia
Mishra nació en Rourkela, Odisha, India el 30 de julio de 1966 y vivió en Inglaterra desde los tres años. White Town es frecuentemente visto como un one-hit wonder por su canción de 1997 Your Woman, que alcanzó el nº1 en la UK Singles Chart en enero de ese mismo año, y el puesto nº23 en la Billboard Hot 100 de EE. UU.
Your Woman es una respuesta a la canción de Bing Crosby My Woman, compuesta por Crosby (letra), Irving Wallman (música) y Max Wartell (lírica). Al Bowlly, quien fue vocalista de la Orquesta de Ray Noble, grabó posteriormente una versión de My Woman el 29 de noviembre de 1932 con el Lew Stone y el Monseigneur Band en London. Esta última versión de Bowlly fue presentada en la película Pennies from Heaven dentro de su soundtrack; fue esta la versión que White Town tomó para Your Woman, sampleando un fragmento de esta.
Mishra formó a White Town en 1989 después de ver tocar a la banda Pixies. Inicialmente los miembros del grupo en guitarra, bajo y batería solo prestaban apoyo a bandas como Primal Scream. En 1990 se grabó su primer disco autofinanciado White Town EP, en un vinilo de 7 pulgadas, presentando a Nick Glyn-Davis en la batería, a Sean Deegan en el bajo y con Mishra como guitarrista y vocalista. Glyn-Davis luego abandonó el grupo y fue remplazado en vivo por una batería digital con Leon Wilson en la guitarra. Finalmente, el resto de la banda se alejó en el otoño de 1990 y desde entonces Mishra ha trabajado casi exclusivamente por su propia cuenta, usando eventualmente a otros músicos para propósitos de grabación, entre los que se incluye a Gary Thatcher de la banda de derby The Beekeepers interpretando la guitarra.
Mishra, un partidario del movimiento straight edge y un ex-marxista, en ocasiones incorpora temas políticos ocultos dentro de sus canciones en términos de relaciones interpersonales. Luego de unos problemas con la disquera EMI, Mishra fue eliminado del sello en 1997. Desde entonces, regresó a trabajar con sellos independientes como Parasol Records. Su álbum del 2000 Peek & Poke recibió buenas críticas, pero vendió poco comparado con su anterior obra discográfica.
En 2005 White Town contribuyó con la canción The PNAC Cabal para el álbum Voyces United for UNHCR, de una organización de caridad. 
El EP A New Surprise fue grabado en septiembre de 2006 por el sello independiente Suizo Heavenly Pop Hits, y fue seguido por el álbum Don't Mention the War, el cual fue lanzado por el sello de Mishra Bzangy Records Label. Mishra reside actualmente en Derby.

## Discografía

### Álbumes
- 1994 - Socialism, Sexism & Sexuality
- 1997 - Women In Technology
- 2000 - Peek & Poke
- 2006 - Don't Mention The War
- 2011 - Monopole
- 2019 - Deemab
- 2021 - Fairchild Semiconductor
- 2023 - Philigrammetry
- 2024 - Car Park Love Songs

### EPs
- 1990 - White Town
- 1990 - Preview EP
- 1991 - Alain Delon EP
- 1992 - Bewitched EP
- 1992 - Fairweather Friend EP
- 1996 - >Abort, Retry, Fail?_
- 1998 - Another Lover EP
- 2006 - A New Surprise EP
- 2010 - Mental At 5AM EP
- 2010 - Cut Out My Heart EP
- 2015 - The Barren Seas EP
- 2019 - Polyamory
- 2023 - 2023 Acid EP
- 2024 - Marx, Engels, Lenin, Trotsky

### Sencillos
- 1990 - Darley Abbey
- 1991 - All She Said
- 1997 - Your Woman
- 1997 - Undressed
- 1997 - Wanted
- 1997 - Do You Wanna Be My Baby? / Your Woman
- 1998 - Another Lover
- 2006 - A New Surprise
- 2010 - Cut Out My Heart
- 2012 - She's A Lot Like You
- 2014 - I Wanna Be Your Ex
- 2015 - I'm Giving Up
- 2015 - How I Love You
- 2017 - Your Woman 1917
- 2020 - Christmas Eve 2019 (Acoustic Version)
- 2023 - Timeslip